# (23621) 1996 PA
(23621) 1996 PA est un astéroïde de la ceinture principale aréocroiseur découvert en 1996.

## Description
(23621) 1996 PA a été découvert le 5 août 1996 à l'observatoire de Siding Spring, situé près de Coonabarabran, en Nouvelle-Galles du Sud, en Australie, par Gordon J. Garradd.

### Caractéristiques orbitales
L'orbite de cet astéroïde est caractérisée par un demi-grand axe de 1,90 UA, un périhélie de 1,34 UA, une excentricité de 0,30 et une inclinaison de 19,34° par rapport à l'écliptique. Du fait de ces caractéristiques, à savoir un demi-grand axe inférieur à 3,2 UA et un périhélie compris entre 1,3 et 1,666 UA, il croise l'orbite de Mars et est classé, selon la JPL Small-Body Database, comme astéroïde aréocroiseur (aréo venant de Arès).

### Caractéristiques physiques
(23621) 1996 PA a une magnitude absolue (H) de 15,6 et un albédo estimé à 0,066.